# Bognár Cecil Pál
Bognár Cecil Pál (Csepreg, 1883. január 24. – Pannonhalma, 1967. június 28.) bencés szerzetes, pszichológus, egyetemi tanár. 1941-től 1950-ig a Lélektani Intézet vezetője volt a Szegedi Tudományegyetemen.

## Életpályája

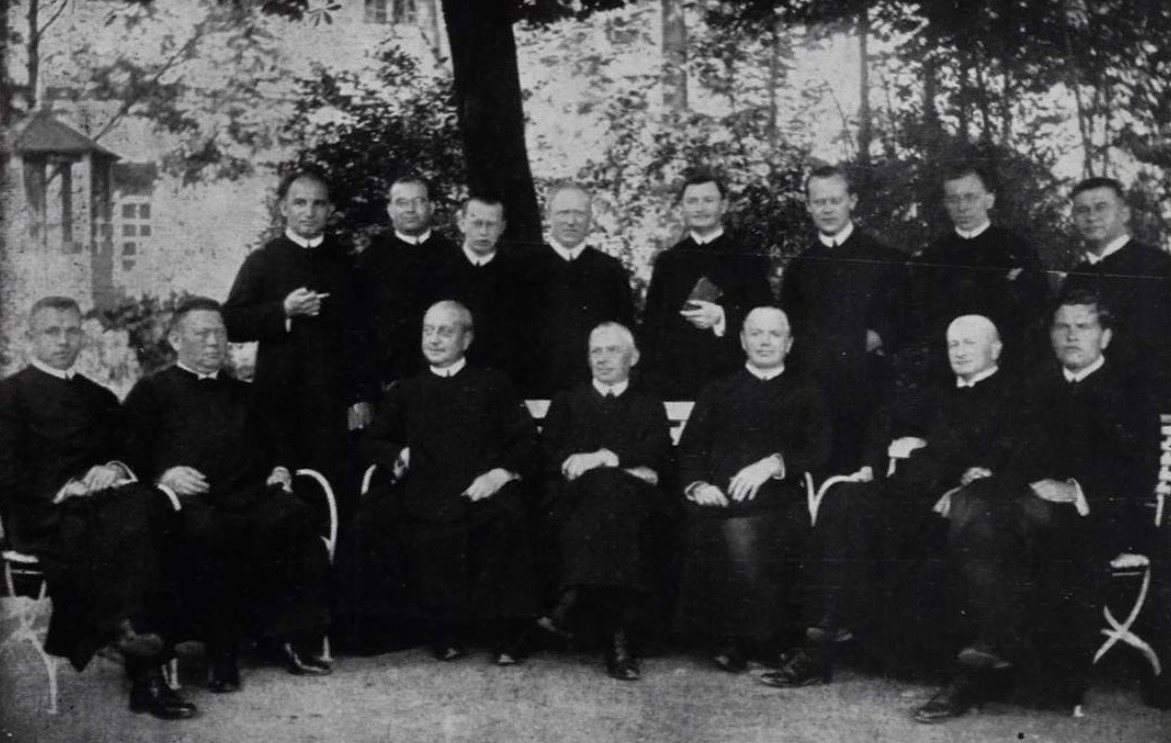
A komáromi bencés tanár kar 1923-ból (alsó sor jobbról 2.)

A gimnáziumot Kőszegen, Sopronban és Győrött végezte el. 1899-ben lépett be a bencés rendbe, majd 1906-ban pappá szentelték. Felsőfokú tanulmányait a Pannonhalmi Tanárképző Főiskolán (1900–1906) és a Budapesti Tudományegyetemen végezte (1906). Tanári (1907) és bölcsészdoktori (1911) oklevelet szerzett. Tanulmányai befejezése után 1924-ig Komáromban a bencés gimnáziumban tanított, amikor az állampolgársági törvény miatt eltiltották, majd 1926 Magyarországra távozott. Ezután Pápán, Győrött és Budapesten tanított. Egyetemi magántanárrá képesítették a természettudományok ismerettana tárgykörből. 1933 és 1938 között – többek között – Pécsett is tanított. 1941-től egészen nyugdíjazásáig, 1950-ig a Szegedi Tudományegyetemen a Lélektani Intézet vezetője volt, valamint a Bölcsészeti Kar dékánja (1943–44).

## Munkássága
Kezdetben a logika és az értékelmélet filozófiai problémái foglalkoztatták, az 1930-as évektől lélektannal foglalkozott, ezen belül a gyermeklélektannal. A hazai gyermek- és fejlődéskutatás egyik legjelentősebb alakja volt.
A Katholikus Szemlében 1909–1918 között természettudományos szemléket adott közre, de később is közreadta itt írásait. 1929 és 1935 között a Magyar Pszichológiai Szemlében publikált, itt ismertette Harkai Schiller Pál Pszichológia c. kötetét. Publikált a szegedi Délvidéki Szemle c. (1942. április), a Magyar Paedagógia c. (1925, 1938. január–február) c. folyóiratokban.

## Művei (válogatás)
- Mi és mások. A mindennapi élet lélektana (Budapest)
- A fizika alapfogalmainak és alapelveinek ismeretelméleti vizsgálata (Komárom, 1911)
- Gyermektanulmányozás és gyermeknevelés (Komárom, 1913)
- Okság és törvényszerűség a fizikában (Budapest, 1919)
- Az energia átalakulásának iránya (Budapest, 1922)
- Logika (Komárom, 1922)
- Értékelmélet Archiválva 2018. október 28-i dátummal a Wayback Machine-ben, (Budapest, 1923)
- Jókai lélekrajza (Komárom, 1925)
- Tanulmányok a gyermeki lélekről (Berlin, 1925)
- A művészi alkotás és a műélvezés lélektana (Pozsony, 1925)
- Gyermekpszichológia és pedagógia (Budapest, 1930)
- A normák alkonya (Budapest, 1930)
- Az osztályozás (Budapest, 1932)
- Térszemlélet (Budapest, 1932)
- Pszichológia (Budapest, 1935)
- Az iskolás gyermek (Budapest, 1935)
- Mi és mások. A mindennapi élet lélektana.[6] Budapest Királyi Magyar Egyetemi Nyomda, 1937, 349 o.
- A nőnevelés (Pécs, 1940)
- Lélektan és gondolkodástan. Bevezetés a bölcseletbe (Budapest, 1941)
- Lélektan és nevelés (Budapest, 1943)
- Mi és mások. A mindennapi élet lélektana; sajtó alá rend. Gyökössy Endre; Szt. Gellért, Szeged, 1992

## Tudományos tisztség
- A Katholikus Szemle szemle rovatának szerkesztője (1909–1918)

## Társasági tagság
- Szent István Akadémia (rendes tag 1921-től)
- Magyar Gyermektanulmány és Gyakorlati Lélektani Társaság Gyermekpszichológiai Szakosztály (elnök 1931-1936, ügyvezető elnök 1936-1938)
- Magyar Pszichológiai Társaság (társelnök)
- Országos Közoktatási Tanács (tag 1936–1944)
- Magyar Filozófiai Társaság választmányi tagja
- Jókai Közművelődési Egyesület igazgatósági tagja